# Charles Fruh
Charles Fruh, né le 28 mai 1894 à Paris et mort le 20 mai 1982 à Chevreuse, est un homme politique et avocat français.

## Biographie
Avocat au barreau de Paris, Charles Fruh se présente en 1932 aux élections législatives dans l'arrondissement de Vouziers. Candidat de la droite, soutenu par l'Union républicaine ardennaise, il est largement battu dès le premier tour par le radical-socialiste sortant, Jules Courtehoux.
Membre du Conseil municipal de Paris, il en exerce diverses fonctions. En 1949, il en est le secrétaire puis en exerce la vice-présidence en 1953 et 1954. Il préside également la Commission de l'enseignement et des beaux arts de 1948 à 1959. 
En 1959, il est élu sénateur de la Seine sur la liste du CNIP. Inscrit au groupe des Républicains indépendants, il participe à la Commission des affaires culturelles.

## Détail des fonctions et des mandats
Mandat parlementaire
- 26 avril 1959 - 1er octobre 1968 : Sénateur de la Seine

Autres mandats
- Conseiller municipal de Paris
- Conseiller général de la Seine